# Sinentomon
Famille
Genre
Sinentomon est un genre de protoures, le seul de la famille des Sinentomidae.

## Liste des espèces
Selon Szeptycki, 2007
- Sinentomon chui Tuxen & Paik, 1982
- Sinentomon erythranum Yin, 1965
- Sinentomon yoroi Imadaté, 1977

## Référence
- Yin, 1965 : Studies on Chinese Protura II. A new family of the suborder Eosentomoidea. Acta entomologica sinica, vol. 14, p. 186-195.